# جک ادواردز (بازیکن فوتبال، زاده ۱۸۶۷)
جک ادواردز (انگلیسی: Jack Edwards؛ 1867 – ۱۹۶۰ (۹۲−۹۳ سال)) بازیکن فوتبال اهل بریتانیا بود.
از باشگاه‌هایی که در آن بازی کرده‌است می‌توان به باشگاه فوتبال پرستون نورث اند اشاره کرد.